# Antiambientalismo

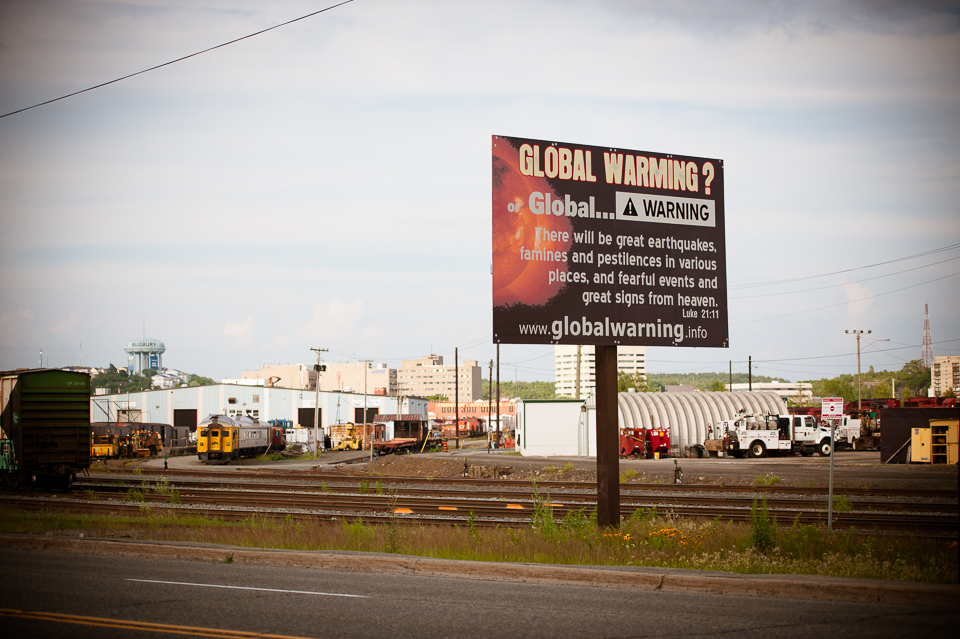
Placa negacionista do aquecimento global em Sudbury, Canadá

Antiambientalismo é um movimento que favorece uma legislação ambiental fraca em favor dos benefícios econômicos e se opõe à leis rígidas voltadas para a preservação da natureza e do planeta. Os antiambientalistas procuram persuadir a opinião pública de que a política ambiental impacta negativamente a sociedade. Entre seus objetivos estão combater os efeitos do movimento ambiental, diminuir a preocupação pública com o meio ambiente e persuadir os políticos contra o aumento da regulamentação ambiental.
A preocupação com o crescimento econômico é a fonte das crenças antiambientalistas, que dão mais importância aos benefícios para o setor empresarial da economia do que para as consequências da falta de regulamentação para o meio ambiente e a população em geral.
Os antiambientalistas acreditam que os humanos não precisam interferir nos processos naturais da Terra e, portanto, a regulação ambiental é desnecessária. Os antiambientalistas argumentam que o planeta não é tão frágil quanto os ambientalistas sustentam e acreditam que a Terra continuará a se manter e se restaurar por meio de ciclos naturais, como fazia muito antes da chegada dos humanos, e continuará a se manter por muito tempo depois que os humanos se forem.